# Forcepia hartmani
Forcepia hartmani är en svampdjursart som beskrevs av Lee 200. Forcepia hartmani ingår i släktet Forcepia och familjen Coelosphaeridae. Inga underarter finns listade i Catalogue of Life.